# 聖母誕辰主教座堂
聖母誕辰主教座堂，或稱澳門主教座堂（葡萄牙語：Sé Catedral da Natividade de Nossa Senhora），坊間俗稱大堂（葡萄牙語：Sé Catedral），是天主教澳門教區的主教座堂，位於澳門大堂前地，建築於1576年以前，其建築為澳門歷史城區的一部份。

## 牧職人員
- 主任司鐸：李斌生主教
- 助理司鐸：狄師東神父
- 助理司鐸：柴浩東神父
- 牧職修女：主之卑僕瑪利亞修女
- 英語團體專職司鐸：杜亮神父

## 名字典故
由於昔日華人稱教堂為廟，故曾名大廟，其前地亦即「大廟頂」。由於其位於一小斜坡上並面對南灣，故舊時婦女常眺望盼出海的夫君歸來，又名望人寺。但現在南灣因填海造地的關係，在大堂已看不到海岸了。望人寺的名稱已不為人所熟悉了。現在大門朝北，但最早的大門朝西南，剛好面對龍嵩街北面的盡頭。

## 堂區服務範圍
主教座堂服務的範圍是澳門半島面積第二大的堂區，包括大堂區的新馬路、南灣和外港碼頭。

## 堂區歷史
主教座堂歷史悠久。始建於1576年以前，本為一幢小型木造的建築，經過多年的風雨剝蝕，殘破不堪。1849年，天主教集眾捐款，重新改建，今日的外型規模，乃奠於此。1850年2月14日，由天主教澳門教區主教馬達主持初祀典禮。1874年的甲戌風災，大堂頂部的原有的兩個拱頂被颱風所毀，一直沒有修復而形成今天的平頂設計。1937年，主教座堂再次改建為三合土建築，耗資十萬零九千元，成為今日壯麗堂皇的外觀。

## 建築風格

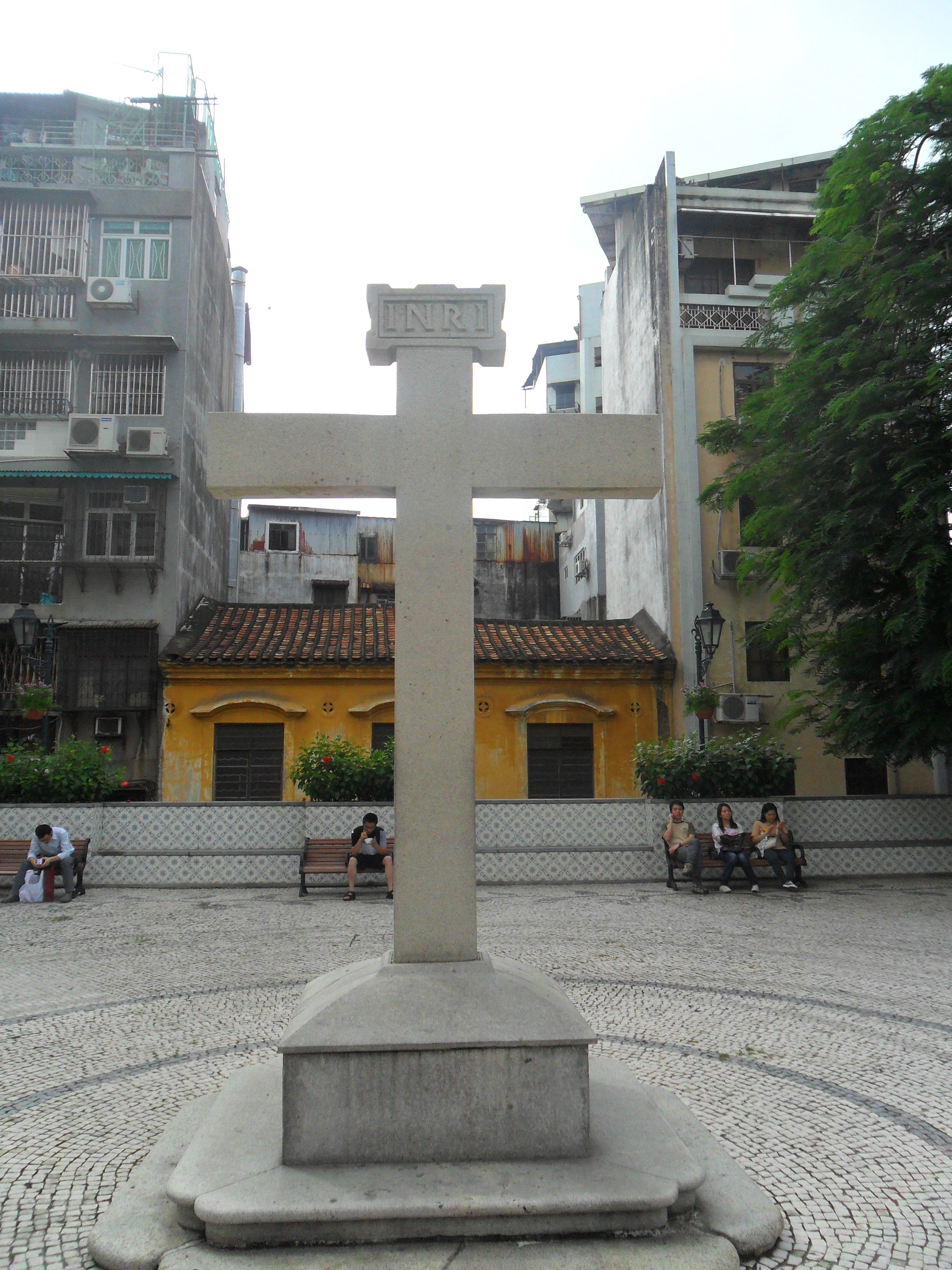
聖堂外的石十字架

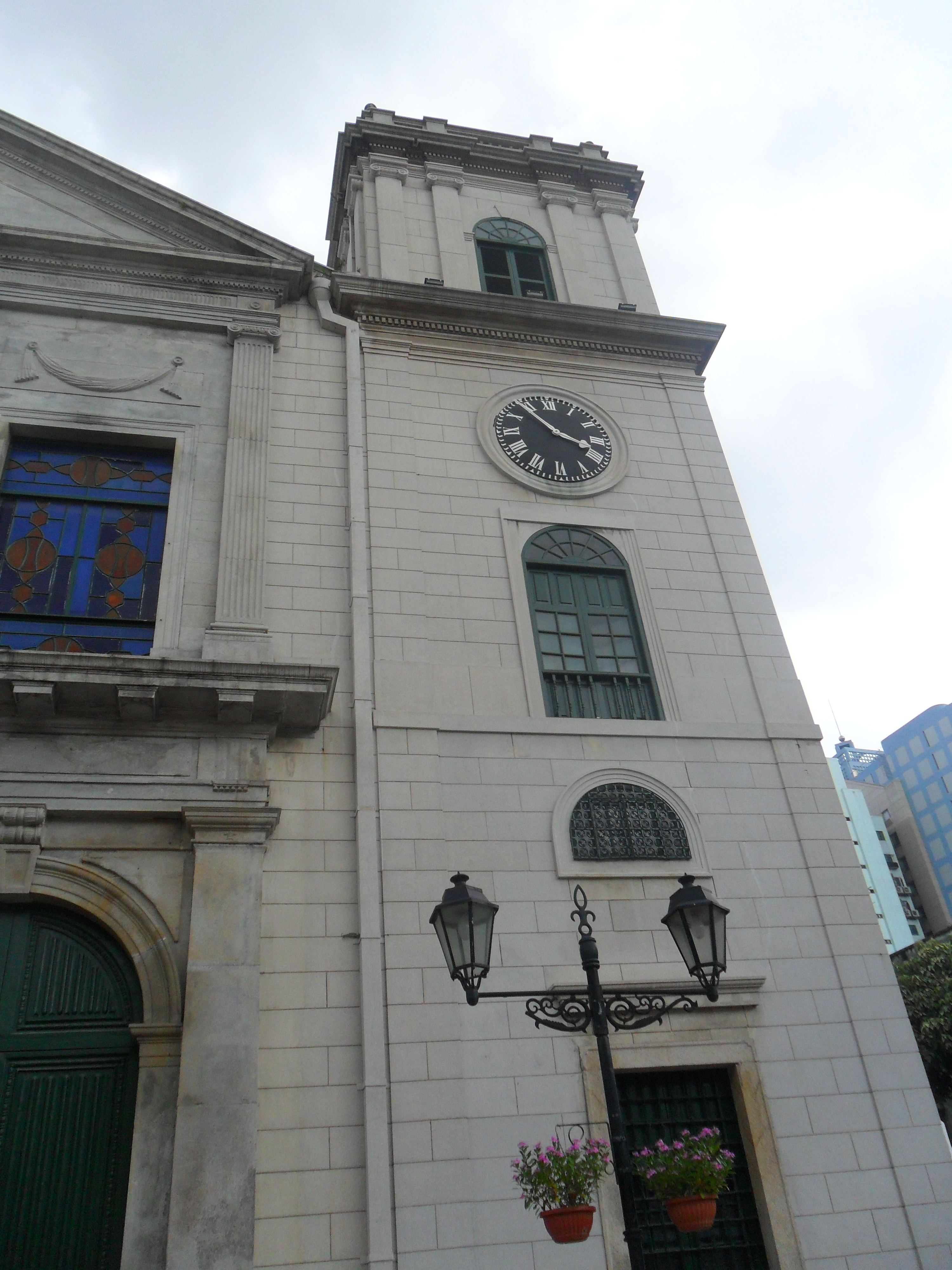
聖堂鐘樓

主教座堂主體為一層，坡屋頂，木屋架；鐘樓部分為三層，平屋頂。
教堂立面對稱，為典型的古典式構圖，牆面用壁柱劃分，是經過簡化處理後的“新古典主義”風格。建築外牆正面用石材，兩側用水刷石粉面，立面主體結構為鋼筋混凝土結構。立面頂高約12米，兩旁鐘樓為三層，高約13米，中間依然是三段式的構圖模式，三扇門、三扇窗和三角形山花，以橫線條為主。教堂的大鐘是英國製造的，為紀念葡王伯多祿五世榮登王位。
教堂主殿為矩形平面，左右兩邊各有一個耳堂和一個祈禱室，其中最古老的耳堂採用木拱頂，供奉貞節聖母。主祭壇空間深遠，設計簡單，僅僅以彩色玻璃窗為背景，因為祭壇下面掩埋着16和17世紀的主教和聖徒遺骨，為教堂帶來無限的榮光。室內裝飾基本上都是1937年重建時的古典建築細部與線腳，天花為平頂，兩側牆上有高窗，室內裝飾簡潔，表現了新古典手法。教堂入口處的木製葡國屏風、教堂內部的聖像以及彩色玻璃窗都是有價值的歷史文物。教堂內部色彩以淡綠色為主。從寬敞的中廳、祈禱室、主祭壇可以領略到主教座堂的氣派。
主教座堂後期是指主體側邊的鐘樓（鐘樓是用作提示之用的。例如將有重要彌撒、大禮、瞻禮、婚禮就會響起鐘樓的鐘；最近的一次所響起的特別鐘聲是追悼教宗方濟各逝世，分別在2025年4月29日的教區追悼日早上9時、中午12時及傍晚6時，響起的「哀鐘」約有五分鐘。）

## 節慶活動
每年四旬期第一個周末（2-3月）供奉在聖奧斯定教堂的苦難善耶穌像會遊行至主教座堂，第二日搬回（俗稱「出大耶穌拜苦路」），是澳門重要的宗教活動之一。另外耶穌受難日有耶穌聖屍出遊活動。而基督聖體聖血節（6月）亦有聖體出遊活動。
另外，天主教澳門教區為了提升其主教座堂的「威嚴」，因此大部分的重要慶典均在這裡舉行，例如追悼教宗若望保祿二世彌撒、教宗本篤十六世就職感恩彌撒、陳日君樞機就職祝福感恩彌撒丶追悼教宗方濟各彌撒。

## 彌撒及禮儀時間

### 彌撒
- 主日彌撒
  - 上午7:45、9:15（粤語）
  - 上午11:00（葡語）
  - 中午12:30（菲律賓語）
  - 下午6:00（英語）
- 星期六提前主日彌撒（於玫瑰聖母堂舉行）
  - 下午5:30（葡語）
- 平日彌撒
  - 上午7:45（粤語）
  - 下午6:00（葡語）
  - 下午6:45（粤語）

## 外部連結
- 天主教澳門教區 （页面存档备份，存于）
- 澳門天主教主教座堂Facebook專頁 （页面存档备份，存于）
- 澳門天主教主教座堂網誌 （页面存档备份，存于）